# Wählsternschalter

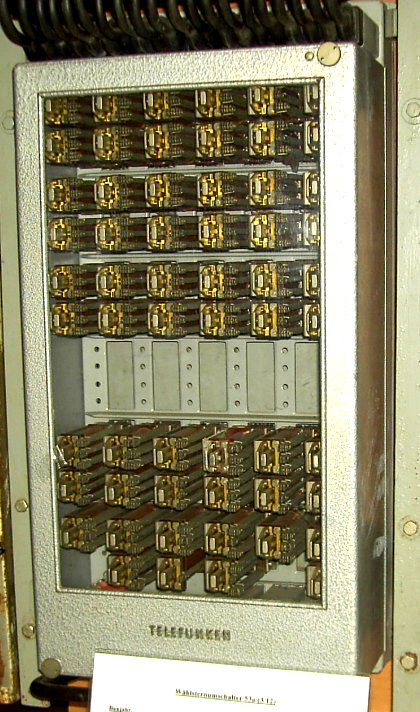
Wählsternschalter 53a in der Nähe der Teilnehmer

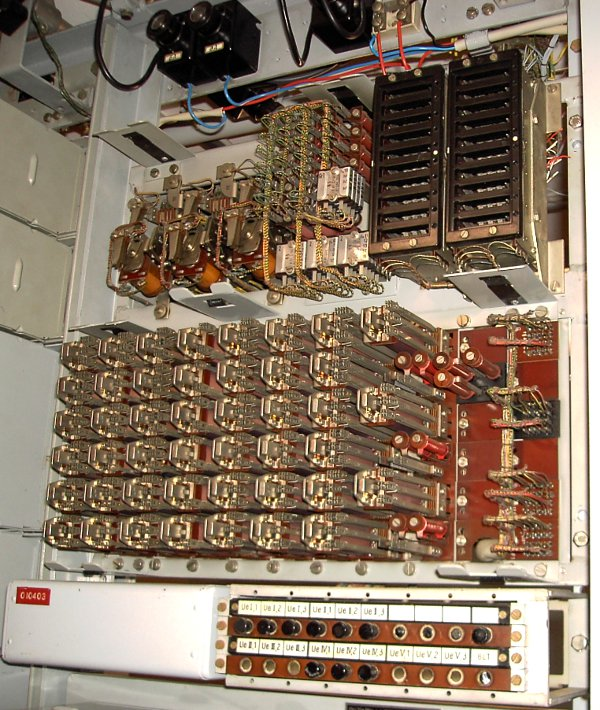
Wählsternübertragung 53 in einer Vermittlungsstelle

Ein Wählsternschalter (WStSch) ist eine Wähleinrichtung des alten analogen Telefonnetzes, die sich außerhalb der Vermittlungsstelle befand. Er diente bei  bestehenden Engpässen im Ortsanschlussnetz zur Mehrfachnutzung von Doppeladern in den Hauptkabeln (Teil der Teilnehmeranschlussleitung).
Wählsternschalter wurden in Kabelverzweigern eingebaut und waren über mehrere Hauptleitungen an der Vermittlungsstelle angeschlossen, in der sich die zugehörige Wählsternübertragung befand. Die Stromversorgung des Wählsternschalters erfolgte aus der Vermittlungsstelle. Jeder an einen Wählsternschalter angeschlossene Teilnehmer hatte eine eigene Rufnummer und die Teilnehmer konnten sich, im Gegensatz zu Teilnehmern an Gemeinschaftsumschaltern, untereinander anrufen.

## Ausführungen
| Wählsternschalter | Hauptleitungen | Teilnehmer |
| ----------------- | -------------- | ---------- |
| 53                | 3              | 12         |
| 55                | 3              | 16         |
| 62                | 9              | 49         |
| 63a               | 9              | 60         |
| 63b               | 18             | 120        |
| 4/20              | 4              | 20         |